# Адмиралтеец (футбольный клуб)
«Адмиралтеец» — советский футбольный клуб из Ленинграда.

## Названия
- 1947—1949 — «Судостроитель».
- 1957 — «Авангард».
- 1958—1962 — «Адмиралтеец».

## История
- Основан не позднее 1940 года как команда Адмиралтейского завода под названием «Судостроитель».
- В 1944 году команда выступала в Кубке ВЦСПС. В 1/16 финала «Судостроитель» проиграл ленинградскому «Зениту» со счётом 0:16.
- В 1947 году в Чемпионате СССР во второй группе «Судостроитель» в центральной зоне занял 14-е место, набрав 18 очков.
- В Кубке СССР 1947 года в центральной зоне в 1/8 финала встретились с «Буревестником» из Москвы. Первая игра завершилась ничьей 1:1. Переигровка закончилась со счётом 2:3 в пользу московской команды.
- В Чемпионате СССР 1948 года (вторая группа) в центральной зоне заняли 5-е место и набрали 35 очков.
- В Чемпионате СССР 1949 года (вторая группа) в 3-й зоне РСФСР заняли 1-е место и набрали 36 очков. В финальных соревнованиях — 4-е место и 6 очков.
- В Кубке СССР 1949 года в 1/2 финала 3-й зоны РСФСР проиграли ЛДО Ленинград со счётом 1:2.
- В 1957 году именовался «Авангард».
- В чемпионате СССР 1957 года Класса «Б» заняли 1-е место в 1-й зоне и набрали 52 очка. Финальный этап проходил в Ташкенте. В нём приняли участие «Авангард», «Спартак» (Станислав), СКВО (Тбилиси). «Авангард» сыграл со «Спартаком» 3:2 и 3:1, со СКВО 0:1 и 3:1. Заняв 1-е место и набрав 6 очков, «Авангард» вышел в класс «А».
- В Кубке СССР 1957 года в 1/4 финала 1-й зоны команда уступила «Торпедо» из Таганрога со счётом 1:3.
- В 1958 году после выхода в класс «А» был переименован в «Адмиралтеец».
- В чемпионате СССР 1958 года команда заняла 12-е место (6 очков) и вылетела в класс «Б».
- В Кубке СССР 1958 года дошли до 1/4 финала, где уступили московскому «Торпедо» со счётом 1:6.
- В чемпионате СССР 1959 года Класса «Б» в 5-й зоне «Адмиралтеец» и калининская «Волга» разделили 1-е и 2-е места (по 36 очков). Дополнительный матч принёс победу «Адмиралтейцу» со счётом 4:1 и выход в финал РСФСР. Финал проходил в Грозном. В нём приняли участие «Адмиралтеец», «Трудовые резервы» (Ленинград), «Труд» (Воронеж), СКВО (Свердловск). «Адмиралтеец» сыграл с «Трудом» 0:0, со СКВО 3:0, с «Трудовыми резервами» 4:0. Заняв 1-е место и набрав 5 очков, «Адмиралтеец» снова вышел в класс «А».
- Все 3 матча в Грозном команда сыграла в составе: Зураб Шехтель (вратарь), Виктор Голубев, Валерий Крузенер, Борис Демидов (все — защитники), Юрий Морозов, Олег Шилин (оба — полузащитники), Эдуард Белкин, Игорь Свешников, Владимир Виноградов, Юрий Варламов, Анатолий Васильев (все — нападающие). Команду тренировали Николай Люкшинов и Фридрих Марютин.
- За успешные выступления в чемпионате СССР 7 игрокам команды (Анатолию Васильеву, Валерию Крузенеру, Юрию Морозову, Игорю Свешников, Виктору Спиридонову, Зурабу Шехтелю) были присвоены звания мастеров спорта.
- В Кубке СССР 1959/60 года в финале 5-й зоны обыграли «Текстильщик» из Иваново со счётом 4:0. В финальном этапе дошли до 1/8 финала, где уступили вильнюсскому «Спартаку» со счётом 1:3.
- В 1960 году победитель прошлогодних соревнований во втором эшелоне советского футбола ленинградская команда «Адмиралтеец» возвратилась в Класс «А».
- В чемпионате СССР 1960 года Класса «А» во 2-й подгруппе команда заняла 5-е место и набрала 23 очка. В финальном этапе — 10-е место и 9 очков.
- «Адмиралтеец» трижды выигрывал Кубок Ленинградского ОК и ГК ВЛКСМ (в 1958, 1960, 1961 годах), причём все 3 раза был обыгран ленинградский «Зенит».
- В чемпионате СССР 1961 года Класса «А» в предварительном этапе 1-й подгруппы команда заняла 9-е место и набрала 15 очков. В финальном этапе за 11-22-е места «Адмиралтеец» занял 14-е место, набрав 31 очко.
- В Кубке СССР 1961 года «Адмиралтеец» дошёл до полуфинала, где уступил будущему победителю Кубка сталинскому «Шахтёру» со счётом 0:3.
- Прекратил существование в 1962 году[1], уступив своё место в классе «А» другой ленинградской команде — «Динамо».
- Команда «Адмиралтеец» продолжила выступление в чемпионате Ленинграда (в 1985 году стала чемпионом города, в 1988 году — бронзовым призёром, а в 1993 и 1994 году была серебряным призёром чемпионата Санкт-Петербурга).

## Результаты
| Год  | Соревнование                    | Место | И  | В  | Н  | П  | М     | Тренер           | Примечания                  |
| ---- | ------------------------------- | ----- | -- | -- | -- | -- | ----- | ---------------- | --------------------------- |
| 1947 | Вторая группа, Центральная зона | 14    | 28 | 5  | 8  | 15 | 24-53 |                  |                             |
| 1948 | Вторая группа, Центральная зона | 5     | 28 | 14 | 7  | 7  | 42-28 |                  |                             |
| 1949 | Вторая группа, III Зона РСФСР   | 1     | 24 | 14 | 8  | 2  | 46-20 | Георгий Гостев   |                             |
| 1949 | Финал                           | 4     | 6  | 1  | 4  | 1  | 6-8   |                  |                             |
| 1957 | Класс «Б», 1 зона               | 1     | 34 | 21 | 10 | 3  | 63-25 | Иван Таланов     |                             |
| 1957 | Класс «Б», финал                | 1     | 4  | 3  | 0  | 1  | 9-5   | Иван Таланов     | Перешёл в группу «А»        |
| 1958 | Класс «А»                       | 12    | 22 | 3  | 0  | 19 | 22-63 | Иван Таланов     | группу «Б»                  |
| 1959 | Класс «Б», 5 зона               | 1     | 27 | 14 | 10 | 3  | 47-28 | Николай Люкшинов |                             |
| 1959 | Класс «Б», Финал                | 1     | 3  | 2  | 1  | 0  | 7-0   | Николай Люкшинов | Перешёл в группу «А»        |
| 1960 | Класс «А»                       | 10    | 30 | 11 | 10 | 9  | 51-39 | Николай Люкшинов |                             |
| 1961 | Класс «А»                       | 14    | 32 | 12 | 7  | 13 | 49-17 | Николай Люкшинов | Команда была расформирована |

Примечание. Вторая группа и класс «Б» — второй уровень команд мастеров, класс «А» — первый (высший).

## Достижения
- Победитель класса «Б» чемпионата СССР (2 раза): 1957, 1959.
- Кубок СССР — 1/2 финала (1961)
- Победитель Кубка Ленинградского ОК и ГК ВЛКСМ (3 раза): 1958, 1960, 1961
- Победитель чемпионата Ленинграда (1 раз): 1985
- Серебряный призёр чемпионата Санкт-Петербурга (2 раза): 1993, 1994
- Бронзовый призёр чемпионата Ленинграда (1раз): 1988